# Karol Bielecki

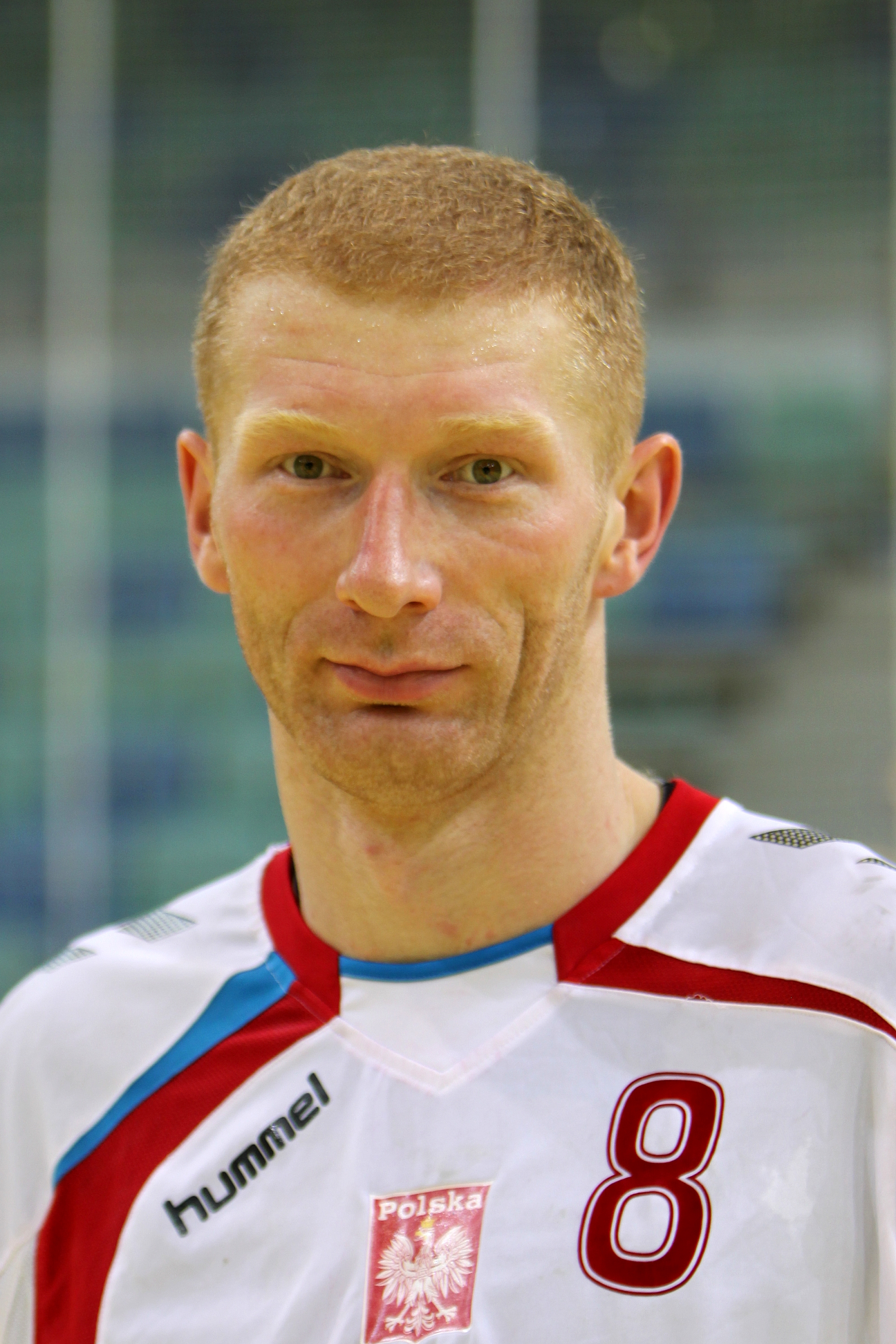
Karol Bielecki 2010.

Karol Bielecki, född 23 januari 1982 i Sandomierz, är en polsk före detta handbollsspelare. Han är högerhänt och spelade i anfall som vänsternia, känd för sitt kraftfulla skott.

## Ögonskada

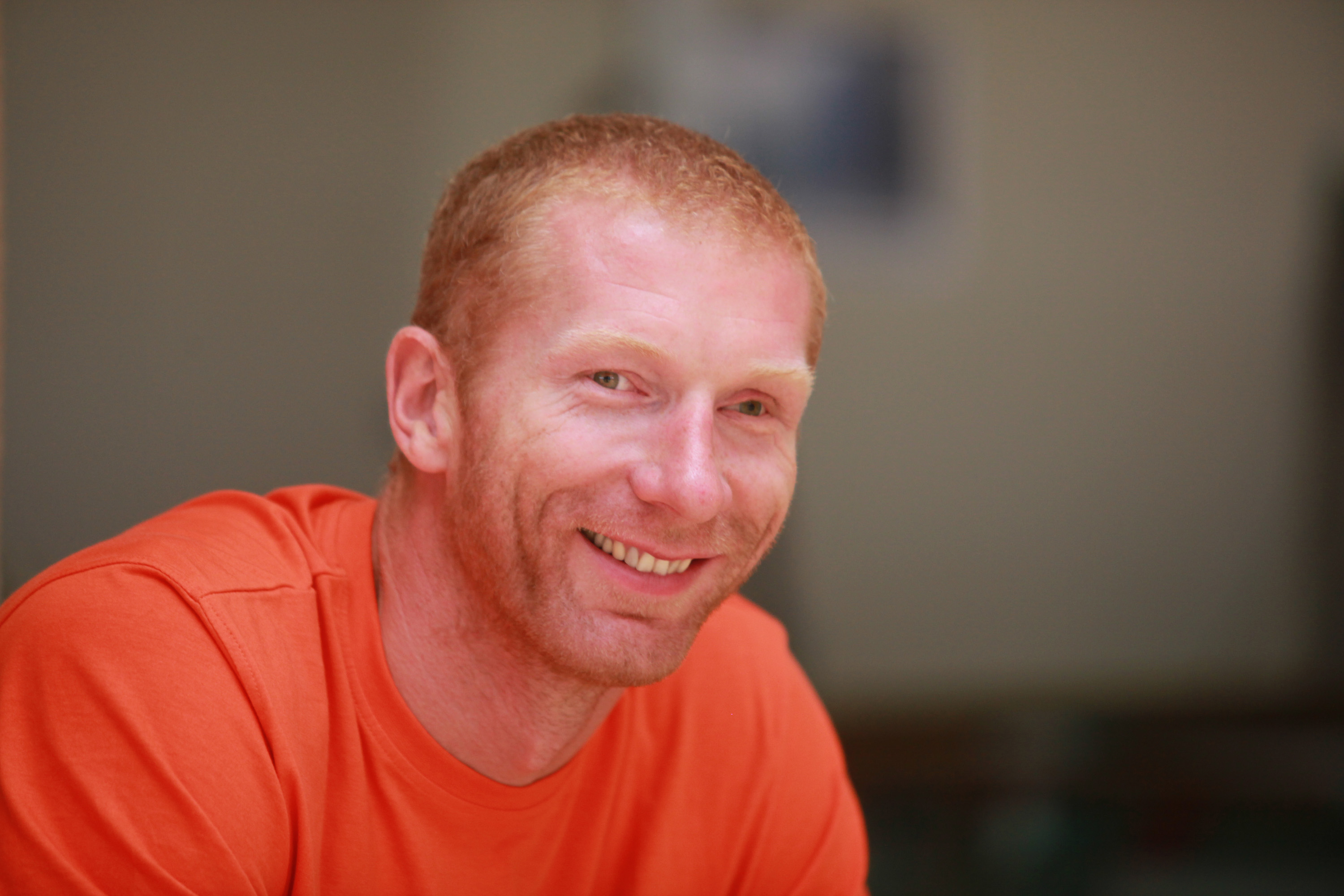
Karol Bielecki i augusti 2013.

Den 11 juni 2010, i en träningslandskamp mot Kroatien, skadade Bielecki sitt vänstra öga så illa att det numera är fullkomligt blint. Trots detta spelade han vidare för klubblaget och landslaget.  Han spelade färdigt säsongen 2010/2011 med ett par specialutformade skyddsglasögon och genomgick därefter en operation för att få en protes. Hädanefter spelade han alltid med skyddsglasögon.

## Klubbar
- SPR Wisła Sandomierz (1997–1999)
- KS Kielce (1999–2004)
- SC Magdeburg (2004–2007)
- Rhein-Neckar Löwen (2007–2012)
- KS Kielce (2012–2018)